# جيسيكا بومان
جيسيكا بومان (بالإنجليزية: Jessica Bowman)‏ هي ممثلة أمريكية، ولدت في 26 نوفمبر 1980 بوالنوت كريك في الولايات المتحدة. بدأت مشوارها المهني سنة 1993.

## أعمال

### أفلام
- (2001) رحلة ممتعة[3]
- (2004) أول 50 موعد غرامي[4][5]

## وصلات خارجية
- جيسيكا بومان على موقع IMDb (الإنجليزية)
- جيسيكا بومان على موقع ألو سيني (الفرنسية)
- جيسيكا بومان على موقع أول موفي (الإنجليزية)
- جيسيكا بومان على موقع قاعدة بيانات الأفلام السويدية (السويدية)
- جيسيكا بومان على موقع قاعدة بيانات الفيلم (الإنجليزية)
- جيسيكا بومان على موقع كينوبويسك (الروسية)